# Evžen Rošický
Evžen Rošický (ur. 15 października 1914 w Ołomuńcu, zm. 25 czerwca 1942 w Pradze) – czeski lekkoatleta i dziennikarz.
Absolwent Uniwersytetu Karola (wydział prawa). Wielokrotny mistrz Czechosłowacji w biegu na 400 i 800 metrów. Sukcesy odnosił także w biegach sztafetowych. Olimpijczyk z Berlina. Pracował jako dziennikarz gazety Rudé právo. Podczas II wojny światowej wraz z ojcem działał w antynazistowskim ruchu Capitan Nemo. Został zamordowany przez hitlerowców.
Jego imieniem nazwano stadion w Pradze. Od 1947 roku organizowany jest Memoriał Evžena Rošickiego.